# Forth Road Bridge
Il Forth Road Bridge è un ponte sospeso sito nella Scozia centrale. Esso venne aperto al traffico nel 1964, sul Firth of Forth; collega Edimburgo a South Queensferry a Fife a North Queensferry.

## Descrizione

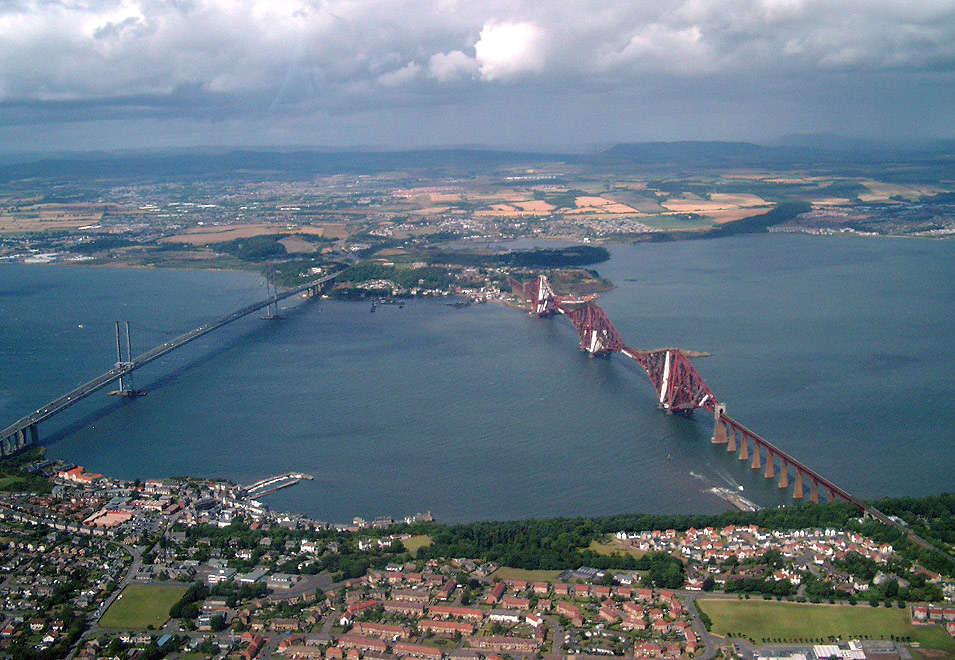
A destra il Forth Bridges con il Forth Road Bridge sulla sinistra

Il ponte andò a sostituire un vecchio servizio di traghetti, antico di centinaia di anni, che trasportava veicoli, ciclisti e pedoni attraverso il Forth; il traffico ferroviario avviene invece attraverso l'adiacente storico Forth Bridge.
Questioni relative al pedaggio necessario all'attraversamento e sulla sua condizione di deterioramento e le proposte di sostituirlo o integrarlo con un ulteriore manufatto hanno creato una grande battaglia nel Parlamento scozzese, che alla fine ha votato per l'eliminazione del pagamento del pedaggio, con effetto dall'11 febbraio 2008. Il traffico ormai eccedeva la capacità del ponte di sopportarlo, e per questo fu deciso di costruire un secondo attraversamento parallelo. Dal 5 settembre 2017 tutto il traffico è stato dirottato sul nuovo Queensferry Crossing. Questo ha permesso di chiudere il Forth Road Bridge per le necessarie riparazioni e per i lavori di modifica delle rampe di accesso, per permettere al ponte di svolgere il suo nuovo ruolo di "corridoio di trasporto pubblico": dal 1 febbraio 2018 infatti è stato riaperto ma solo per autobus, taxi, pedoni e ciclisti.